# Каллисто
Каллисто (др.-греч. Καλλιστώ, дословно — «прекраснейшая») — персонаж древнегреческой мифологии. Согласно наиболее распространённой версии мифа дочь царя Аркадии Ликаона. В девушку влюбился верховный бог Зевс. Он принял образ госпожи Каллисто Артемиды и овладел ею. Когда богиня увидела беременную Каллисто, то рассердилась и превратила её в медведицу. У Каллисто от Зевса родился сын Аркад, эпоним и легендарный царь Аркадии. Возмужавший Аркад во время охоты увидел мать в образе медведицы и собирался убить её выстрелом из лука. Зевс не допустил смерти своей бывшей возлюбленной и поместил на звёздное небо созвездием Большой Медведицы.
Антиковеды видят в мифе свидетельство существования в Аркадии культа богини Каллисто, который был поглощён общегреческой Артемидой.
Именем Каллисто назван четвёртый спутник Юпитера.

## Мифы
Существует несколько версий относительно происхождения Каллисто. Согласно наиболее распространённой она была дочерью Ликаона, одного из первых царей Аркадии. По другим версиям дочь Никтея, Кетея или просто одна из нимф без указания происхождения.
Существует несколько версий мифа о жизни Каллисто. Согласно наиболее старой, получившей название гесиодовской, Каллисто была спутницей богини охоты Артемиды. Зевс насильно овладел Каллисто. Спутница Артемиды скрыла это от своей госпожи. Когда богиня охоты узнала о произошедшем, увидев беременную Каллисто во время купания, то разгневалась и превратила свою спутницу в медведицу. Каллисто в облике зверя родила сына. Её вместе с ребёнком нашли пастухи и отдали Ликаону. Мальчик остался у деда, а Каллисто выпустили на волю. Через некоторое время она случайно забрела на священный участок Зевса. Её стали преследовать аркадяне, в числе которых находился и Аркад. Зевс спас свою бывшую возлюбленную, поместив на звёздное небо созвездием Большой Медведицы.
По аркадской версии Каллисто была застрелена Артемидой, после того, как родила Аркада. Могила возлюбленной Зевса, в описании древнегреческого географа II века н. э. Павсания, представляла собой высокий холм. На его вершине построили храм Артемиды Каллисто (Артемиды прекраснейшей).
Ещё в одной версии в миф о Каллисто вводится верховная богиня Гера. Она, узнав об измене супруга, превратила Каллисто в медведицу, а затем подговорила Артемиду убить свою бывшую служанку. В одной из вариаций в медведицу девушку превратила не Гера, а Зевс, чтобы скрыть измену. Зевс поручил своему сыну Гермесу достать из чрева медведицы своего сына Аркада, и отнести ребёнка на воспитание к плеяде Майе.
Ещё в одной вариации мифа, получившей среди прочего литературную обработку в «Метаморфозах» Овидия, Зевс, чтобы овладеть Каллисто, принял облик Артемиды или её брата Аполлона. После того, как Артемида узнала, что её служанка потеряла невинность, она изгнала Каллисто из своей свиты. Мучимая ревностью Гера, после рождения Аркада, превратила возлюбленную Зевса в медведицу. Впоследствии Аркад во время охоты увидел медведицу. Он собирался застрелить её из лука. Зевс не допустил гибели своей бывшей возлюбленной от руки сына и вознёс их обоих на звёздное небо. Это ещё больше разозлило Геру: «Я запретила ей быть человеком, — богинею стала! / Так-то дано мне виновных карать, вот как я могуча! / Лучше пусть прежний свой вид обретёт и звериную морду / Скинет!». Она запретила Тефиде и Океану принимать Каллисто. Вот почему, согласно верованиям древних, Большая Медведица никогда не заходит за горизонт в пучины океана, не имея возможности ни омыться, ни напиться.
По одной из версий мифа родила не одного сына, а близнецов — Аркада и Пана.

## Толкования мифа
Попытка рационального трактования мифа была сделана ещё в античности. Палефат в сочинении «О невероятном» утверждал, что девушку, которая забрела в лес, съела медведица. Те же, кто охотился вместе с Каллисто и видели, как она вошла в чащу, а оттуда вышло дикое животное, сказали, что она в него превратилась.
Современные антиковеды видят в мифе о Каллисто свидетельство существования в Аркадии местного локального культа одноимённой богини, которую отождествляли с медведицей. Впоследствии культ общегреческой богини Артемиды поглотил локальный аркадийский Каллисто. Богиня охоты стала госпожой этого персонажа, которая жестоко наказала свою подопечную за потерю девственности. Также Артемида получила титул «прекраснейшей» или Каллисты. Сына же позабытой богини Аркада стали почитать в качестве эпонима и одного из первых царей Аркадии.

## В искусстве
Статуя Каллисто работы Дейномена стояла в Афинском акрополе. После битвы при Левктрах аркадяне в благодарность богам отправили в Дельфы статуи Аркада и Каллисто. В священном городе Аполлона была картина Полигнота, на которой Каллисто в Аиде лежала на шкуре медведя.
Действующее лицо несохранившихся трагедии Эсхила «Каллисто», комедий Алкея и Амфиса «Каллисто».
В европейском изобразительном искусстве Нового времени истории о Каллисто стали популярными сюжетами. Вначале к ним обращались гравёры при иллюстрировании произведений Овидия. Впоследствии картины о тех или иных эпизодах жизни Каллисто создали многие всемирно известные художники. Основных сюжетных линий, нашедшими отображение в европейской живописи, две. Первая изображает Зевса, принявшего образ Артемиды, и Каллисто. К этому типу относятся картины Франсуа Буше, полотно Ангелики Кауфман и другие. Второй сюжет — «Артемида обнаруживает беременность Каллисто». На эту тему создали картины Рубенс, Рембрандт, Денис ван Алслоот, С. Риччи, Тициан («Диана и Каллисто»), Гандольфи («Диана и Каллисто») и другие.
Композитор Франческо Кавалли в 1652 году создал оперу «Каллисто».
Американская пауэр-метал группа Trivium отразила миф о Каллисто в песне «Like Callisto to a star in heaven» на альбоме Shogun в 2008 году.

## В астрономии
Именем Каллисто названа четвёртая из галилеевых лун спутников Юпитера. Также в честь Каллисто назван астероид (204) Каллисто, открытый в 1879 году, австрийским астрономом Иоганном Пализой в обсерватории города Пула в Австро-Венгрии.